# Cable
Cable, il cui vero nome è Nathan Cristopher Charles Summers, è un personaggio dei fumetti statunitensi pubblicati da Marvel Comics. Sulla sua creazione è bene precisare che un Nathan Summers in fasce comparve per la prima volta su Uncanny X-Men n. 201 (gennaio 1986) ad opera di Chris Claremont e Rick Leonardi, mentre l'uomo chiamato Cable fece il suo ingresso in scena nella serie New Mutants (vol. 1) n. 87 (1990), la cui sceneggiatura fu firmata dalla scrittrice Louise Simonson. Tuttavia la creazione del personaggio è da addebitarsi quasi interamente, soprattutto nell'aspetto fisico, al disegnatore e co-sceneggiatore Rob Liefeld, all'epoca in cima alle classifiche di vendita e di preferenza del pubblico.

## Biografia del personaggio

### Origini
Cable, alla nascita Nathan Summers, è figlio dell'X-Man Scott Summers e di Madelyne Pryor (clone di Jean Grey), creata da Sinistro per unire il genoma dei Summers a quello dei Grey, entrambi da lui reputati come la massima espressione dell'evoluzione mutante. All'ombra della felicità dei neo genitori Sinistro orchestrò la nascita del piccolo in modo da utilizzarlo come arma contro il suo odiato padrone, Apocalisse. Scoperti i propositi di Sinistro il piccolo venne infettato da un virus tecno-organico che avrebbe dovuto ucciderlo lentamente, ma dopo la sconfitta di Apocalisse, Sorella Askani, una donna proveniente dal futuro, apparve a Ciclope e dichiarò che il solo modo di salvare il bambino era quello di portarlo con sé in modo da potere fermare l'avanzata del virus.

### Nel futuro
Nel futuro Madre Askani, versione alternativa di Rachel Summers, clonò Nathan in modo da prevenire la sua morte per mano del virus e preservarne il DNA. In seguito Apocalisse attaccò il tempio in cui i bambini erano alloggiati e rapì il clone credendo si trattasse del vero Nathan, che crebbe con il nome di Stryfe. Usando i suoi poteri spazio-temporali Rachel portò nel futuro le menti di Ciclope e Jean Grey, ed i due conosciuti nel futuro come Slym e Redd crebbero il piccolo Nathan fino all'età di dodici anni. Nel frattempo un gruppo di uomini chiamati New Canaanites, stabilirono un regime dittatoriale ed arrestarono Cable. Una volta in prigione, Nathan venne aiutato ad evadere dal compagno di cella Blaquesmith, che gli mostrò dove trovare la sede della sorellanza Askani, una sorta di ordine monastico-guerriero composto da sole donne. Il primo contatto con la sorellanza Askani fu con una giovane adepta, Aliya Jenskot, ragazza che crescendo divenne la donna della quale s'innamorò. Proprio da lei cominciò ad apprendere i primi rudimenti della "disciplina askani", ad imparare ad utilizzare i suoi immensi poteri, ma soprattutto imparò la filosofia delle Askani. Tuttavia, il loro quartier generale venne attaccato così come quello dei New Canaanites, che Stryfe sconfisse conquistandosi la carica di dittatore mondiale e considerandosi il legittimo erede di Apocalisse; poiché il piccolo clone era stato allevato dal malvagio mutante alla stregua di un figlio anche se gli scopi di quest'ultimo altri non erano se non utilizzarne il corpo come nuovo ospite, salvo poi scoprire che gli era impossibile abitarlo.

### Stryfe, X-Force e Apocalisse
Quando Stryfe viaggiò a ritroso nel tempo Cable decise di seguirlo per sventare i suoi piani e prevenire l'ascesa di Apocalisse al potere. Nel presente, formò un gruppo di mercenari chiamato prima Wild Pack e poi Six Pack (dopo le pressioni del governo Symkariano, patria di Silver Sable). Nel 1985 circa, i Six Pack si sciolsero, dopo un violento scontro con Stryfe; scontro nel quale rimasero gravemente feriti Hammer (da un colpo di pistola sparato dallo stesso Cable alla schiena mentre cercava di barattare dei dati trafugati a Stryfe con la vita di Kane Morrison, ostaggio di Stryfe nello scontro) e Kane (futuro Weapon X) dilaniato da un'esplosione.
Dopo lo scioglimento del gruppo, Cable rimane nell'ombra per riemergerne negli anni '90 ad opera del duo Liefeld-Simonson che lo posero a capo dei Nuovi Mutanti, tenendo all'oscuro i lettori tanto del suo passato e dei suoi legami con gli X-men quanto i suoi nuovi pupilli dei suoi piani, progetti e conoscenze in quanto "uomo del futuro"; Cable è l'unico a non stupirsi della resurrezione di Cannonball dopo che Sauron lo aveva trafitto a morte durante uno scontro con il Fronte di Liberazione Mutante.
I Nuovi Mutanti in pieno calo di vendite, cambiarono nome e molti membri cedettero il posto a nuovi arrivi più in linea con il modus operandi di Cable, facendo nascere così X-Force, con base sui monti Adirondack che si occupava prevalentemente di contrastare il Fronte Liberazione Mutanti fondato da Stryfe. Nella miniserie Sangue e Metallo uscita a cavallo dell cross-over mutante "Extinzione", Cable scopre che in realtà Stryfe ha il suo stesso volto, ignorando ancora che in realtà è il suo clone e che usando i mutanti del FLM, sta raccogliendo reperti archeologici legati ad Apocalisse disseminati per i musei del mondo. Orfano della sua X-Force, che abbandona dopo uno scontro con il FLM, agisce prima da solo, per cercare di contrastare i disegni ancora oscuri di Stryfe, poi con l'aiuto di Kane (divenuto ormai il cyborg Weapon X ed ingaggiato dallo S.H.I.E.L.D. per catturarlo) che lo crede un traditore, poiché durante uno combattimento con Stryfe ha avuto modo di scoprire che il volto sotto la maschera è quello di Cable. In uno scontro nelle giungle del Messico, Cable è di nuovo messo alle strette e costretto a scegliere da Stryfe tra il terminare la sua lotta privata e il salvare la vita dell'amico. Sceglie la seconda e teletrasporta se stesso e Kane nel futuro, dove quest'ultimo è sottoposto ad un intervento chirurgico che gli restituisce braccia e gambe nuove. Di ritorno nel presente scopre che Stryfe, spacciandosi per lui, ha attaccato Xavier durante una conferenza, sparandogli una pallottola contenente il virus tecno-organico con il quale era stato infettato tempo addietro, e che gli X-Men lo stavano braccando per consegnarlo alla giustizia. I soli a concedergli il beneficio del dubbio sono Wolverine ed Alfiere, che si alleano con lui allo scopo di braccare Stryfe e costringerlo infine allo scontro, che prontamente avvenne sul lato blu della luna. L'esplosione che seguì la battaglia fece perdere le tracce di entrambi.
Successivamente Cable riapparve nel futuro e, condividendo la propria mente con quella di Stryfe, distrusse i New Canaanites, scoprì da Sinistro la verità sul conto di Stryfe (vale a dire che esso era un suo clone e non una versione malvagia di se stesso) e ritornò nel presente dopo aver distrutto la macchina del tempo che si trovava nel futuro. Durante la saga di Onslaught, Cable fu coinvolto nel salvataggio del figlio di Reed e Susan Richards. In questo periodo, il tecno-virus che aveva in corpo cominciò a prendere il sopravvento e dopo questi eventi i Fantastici Quattro si presero cura di lui portandolo nel loro quartier generale. Durante l'operazione che seguì, Cable ebbe numerose visioni del futuro e subì un incremento dei propri poteri psionici. Più tardi si riavvicinò ai propri genitori e qualche anno dopo la presunta morte del padre portò Nathan ad unirsi agli X-Men e a stringere amicizia con Jean Grey che lo aiutò nel controllo dei suoi poteri in modo da tenere a bada il tecno-virus che divorava le sue carni. Cable adempì al proprio destino quando uccise Apocalisse con la propria Psimitar (lancia capace di aumentare i poteri psionici) dopo che Jean aveva utilizzato la sua telepatia per separare la psiche del malvagio da quella di Ciclope, che ne era diventato brevemente ospite. In seguito, soccorse sua sorella Rachel intrappolata in un futuro alternativo e divenne per un breve periodo mercenario con il nome-in-codice di Soldato X.

### House of M
Consumato dal virus Cable raggiunse l'apice dei propri poteri e utilizzò la tecnologia della nave spaziale con la quale era giunto nel passato, la Greymalkin, per costruire l'isola di Providence. Invitò su di essa i maggiori pensatori, filosofi e scienziati, minacciando i leader mondiali di morte se avessero osato disturbare la sua pace. Gli X-Men, assoldarono il mercenario Deadpool e misero assieme un congegno che garantisse loro di teletrasportarsi sull'isola senza essere captati dai computer di Cable. Nel frattempo, Silver Surfer, chiamato dai Fantastici Quattro giunse sul posto, sconfisse il mutante ed estirpò dal suo corpo il virus. L'isola venne gettata nel mezzo dell'oceano e Deadpool lobotomizzò Cable per impedire che la sua telepatia incrementata dal potere dell'isola gli surriscaldasse il cervello procurandogli la morte. A seguito di questo, i poteri psionici di Cable scomparvero.
Poco tempo dopo essere riemerso dal coma Cable svanì nell'esplosione che uccise la bestia caccia-mutanti Skornn. Cannonball e Siryn viaggiarono fino a Providence assieme a Forge e cercarono tracce della sua sopravvivenza. Alla ricerca di Cable, si aggiunse anche il mercenario Deadpool, che subìto un lavaggio del cervello, era alla ricerca di Nathan per ucciderlo. Dopo che i giovani mutanti riuscirono a calmarlo, e a spiegargli la situazione, Deadpool si offrì di aiutarli nella loro ricerca utilizzando il legame di teletrasporto che lo univa al mutante. Forge costruì degli apparecchi simili anche per Cannonball e Siryn in modo da permetter loro di seguire il mercenario in giro per le realtà. Viaggiarono fra universi paralleli fino a trovare quello in cui un Cable ancora in fasce era accudito da Sinistro in una fattoria nella realtà alternativa di House of M. Dopo un alterco con il malvagio, i tre riportarono Cable fino all'isola di Providence prima che la realtà tornasse a com'era prima dell'incantesimo di Scarlet, e una volta lì riuscirono a far tornare Cable della sua giusta età ed a scoprire che era stato il mutante Black Box a fare il lavaggio del cervello a Deadpool.

### Civil War
Durante Civil War Cable si associa ai Vendicatori Segreti, eroi ribelli comandati da Capitan America. Dopo la morte di Golia per mano del cyborg Thor costruito da Reed Richards, Nathan si allontana dal conflitto e tenta (con successo) di portare dalla sua parte l'amico Deadpool, schieratosi con il governo a favore della registrazione.
Cable divenne uno dei membri degli X-Men capitanati da Rogue durante la storyline concernente i Figli della Cripta. Assieme a Uomo Ghiaccio, Cannonball, Sabretooth, Mystica, Lady Mastermind e alla Sentinella Omega sconfissero i cattivi di turno e lasciarono lo Xavier Institute per indagare sulla misteriosa clinica Fordyce e sul suo direttore, il dottor Pandemia. Scovato l'uomo, gli X-Men furono tutti catturati e Rogue infettata con il Ceppo 88, virus che amplificò i suoi poteri al punto che con un solo tocco poteva provocare la morte di un essere umano. Sconfitto Pandemia, Cable portò la squadra a Providence dove si prese cura di Rogue. Mentre sull'isola, il mummundrai che occupava abusivamente la mente di Lady Mastermind venne fuori e si collegò a Cable mostrandogli la minaccia che stava per giungere sulla Terra: il letale Ecatombe. Unione di tecnologia Shi'ar e di otto miliardi di menti, Ecatombe portava morte e distruzione ovunque si recasse, e giunto a Providence cominciò a seminare il terrore. Cable accettò di unire la propria mente con quella del mummundrai e riacquistò brevemente telepatia e telecinesi, ma ciò, unito agli sforzi di tutti gli altri membri della squadra non bastò ad eliminare la minaccia aliena. Risvegliatasi dal coma, Rogue andò in soccorso della squadra e grazie al suo amplificato potere, assorbì tutte le otto miliardi di menti e permise a Cannonball di distruggere il nucleo esplosivo di Ecatombe. Al termine della missione, il gruppo lasciò Providence e Sabretooth scomparve in mare a seguito della distruzione della Conquistador, nave da trasporto della quale si erano fino ad allora serviti gli X-Men. Rimasto sull'isola per impedire che affondi dopo lo scontro con Ecatombe, Cable apprende di non essere solo. I Marauders Gambit, Sole Ardente e Senyaka sono sulle sue tracce per impadronirsi del Professore, computer senziente con illimitate informazioni sul futuro. In aiuto di Nathan accorre Deadpool che viene mandato a fare una copia di tutti i file immagazzinati e poi teletrasportato altrove contro la sua volontà. Appreso il vero scopo della visita dei Marauders, Cable attiva l'autodistruzione dell'isola che nel giro di pochi secondi esplode.

### Messiah Complex
Durante Messiah Complex si scopre che la bambina mutante è stata presa in custodia da Cable ritenuto in precedenza morto nell'esplosione di Providence. Ciclope, credendo che l'attacco delle Sentinelle alla scuola sia stato organizzato da Cable ordina a Wolverine di creare una nuova X-Force per catturarlo.
La squadra di Logan interviene nel bel mezzo di uno scontro tra Cable e i Reavers di Lady Deathstrike che distratta, non può evitare la fuga di Nathan. Cable si dirige quindi in Texas da Forge alla ricerca di una macchina del tempo, ma viene fermato da Alfiere, il quale dopo aver sparato a Forge, per oscuri motivi sta per uccidere la bambina, quando viene attaccato dai Marauders che riescono a prendere la piccola prima dell'arrivo degli X-Men. Cable fugge prima dell'arrivo dei mutanti, ma Alfiere convince gli altri che è stato lui a colpire Forge così Ciclope decide di mandare di nuovo X-Force alla sua ricerca. Disperato per il fallimento della sua missione, ancora nota soltanto a lui, Nathan chiede aiuto a Xavier. Riuscito a convincere l'uomo della giustezza delle sue azioni, i due partono verso l'isola Muir dove si svolge la battaglia finale fra Marauders e X-Men. Giunti sul luogo riescono ad impedire a Riptide di uccidere Wolfsbane prima di dividersi. Stesa Tempo, Cable viene contattato da Xavier riuscito ad entrare in possesso dalla bimba e quando i due stanno per partire diretti nel futuro, vengono fermati da Ciclope che dopo una breve indecisione decide di affidare la piccola nelle mani del figlio, giusto prima che Alfiere impugni una pistola e faccia fuoco su Xavier (in realtà Alfiere aveva mirato a Cable e alla bambina, che però erano spariti proprio nel momento in cui Alfiere premeva il grilletto), apparentemente uccidendolo e facendo così fallire il sogno di una pacifica coesistenza fra mutanti e umani.
Dopo essersi spostato nel futuro, Nathan incontra Alfiere deciso ad uccidere la bambina per impedirle di commettere il genocidio che porterà i mutanti a venire rinchiusi in campi di concentramento e sterminati. In questa linea temporale incontra una versione alternativa di Cannonball che lo informa di essere uno dei pochi mutanti rimasti sul pianeta e si offre di fargli guadagnare del tempo battendosi con Alfiere. Essendosi danneggiata, la macchina del tempo di Nathan gli consente solo di spostarsi avanti nel tempo ed è proprio grazie al sacrificio di Cannonball, ucciso da Alfiere, che riesce a scappare con la bambina. Dopo diversi salti nel tempo, Cable decide di fermarsi nella città-fortezza di New Liberty. Lì sposa Hope, nativa del luogo, e insieme allevano la piccola fino a quando, all'età di sette anni, assiste all'invasione della città da parte di alcuni scarafaggi umanoidi, ribattezzatisi Esercito degli Stati Uniti. Presa la famiglia, Nathan sconfigge alcuni scarafaggi prima di darsi alla fuga per vari mesi fino ad essere rintracciato dal presidente degli insetti che prende in ostaggio lui e la moglie. La bambina, dimostrando una grande capacità di apprendimento visivo, pugnala il presidente con uno dei coltelli presi dall'armamentario del padre. Interrogato, il presidente rivela che tutti gli altri continenti del pianeta eccetto il Nord America sono stati spazzati via, presumibilmente da Alfiere con lo scopo di ridurre loro le vie di fuga e rintracciarli più facilmente. Ucciso l'insetto, la famiglia si rimette in marcia per venire fermata ad un accampamento nel quale incontrano una milizia con il compito di proteggerne le frontiere; liberatosi degli uomini, Nathan si accorge troppo tardi che alcuni dei loro colpi erano andati a segno uccidendo la sua povera moglie. Dopo averla seppellita, i due si rimettono in cammino fino a quando non giungono nei pressi di una chiesa dove vengono accolti. Fuggiti da questa comunità prima che l'esercito decidesse di sganciare alcune armi batteriologiche non testate con lo scopo di liberarsi degli scarafaggi, i due compiono numerosi salti nel futuro, alla ricerca di cibo e acqua, fino a quando Cable sviene stremato dalla fatica. Armatasi di coraggio, Hope recupera un po' di provvigioni e i due fanno un ulteriore salto nel tempo.

### Messiah War
Raggiunti in un apocalittico 2973 da X-Force, dopo averli informati dell'opera di distruzione perpetrata da Alfiere alla Terra decidono di dirigersi a Westchester dove trovano il luogo d'origine del blocco temporale che impedisce la fuga: la città celeste di Stryfe. Occupato in una discussione il gruppo non si accorge del suo arrivo e dopo un breve scontro rapisce Hope e Warpath, a cui Wolverine aveva affidato il compito di proteggerla. All'interno della città celeste impegnato a torturare il secondo sotto lo sguardo della prima, Stryfe viene indebolito dai naniti di Alfiere e messo temporaneamente fuori combattimento lasciandogli così campo libero per uccidere la bambina. Ripresosi appena in tempo, gli impedisce di ucciderla e leggendole la mente scopre l'affetto che Cable nutre per lei decidendo di usarla per attirare suo fratello e ucciderlo. Colto di sorpresa dall'arrivo del fratello che usando la sua telepatia scherma la presenza di Wolverine ed Elixir, Stryfe carpisce dalla mente del guaritore l'importanza di Hope e si lancia al suo inseguimento riuscendo a catturarla e prefiggendosi di istruirla come suo successore. Nel momento in cui i timer temporali di X-Force segnano lo zero mentre i loro corpi subiscono gli effetti collaterali del blocco temporale avvicinandoli sempre più alla morte, Domino decide di ascoltare le preghiere di Kiden Nixon e porre fine alla sua vita permettendo la scomparsa del blocco temporale. Ritornato alla cittadella con Arcangelo, un redivivo Apocalisse recupera le poche forze rimastegli riuscendo a sconfiggere Stryfe e portando in salvo Hope dichiarandola degna di ospitare la sua essenza. Al termine dello scontro, menomato di un arto e di un occhio Alfiere decide di scomparire nel flusso temporale ed Arcangelo chiede al suo signore di restituirgli la bambina. Sopraffatto dal dolore Wolverine ordina a Cable di teletrasportarsi ma, a causa della preoccupazione per Elixir e X-23 che anima Hope, perde la presa sulla bambina e i due si separano nel momento in cui entrano nel flusso temporale.

## Poteri e abilità
Cable è un mutante nato con vastissime capacità telepatiche e telecinetiche, limitate negli anni per combattere l'infezione del tecno-virus; se non lo fossero, i suoi poteri lo porterebbero ad essere il mutante più potente di tutto l'universo Marvel, (dopo Scarlet Witch e Jean Grey) anche più potente dello stesso Professor Xavier: Askani Son, altro nome col quale è conosciuto, sarebbe in grado, con la sola forza del pensiero, di deviare la stessa Terra dalla sua orbita, ha capacità telecinetiche tanto potenti da poter riassemblare la materia scomposta allo stato atomico da Silver Surfer. Le parti del suo corpo già infette, oltre ad essere insensibili al dolore, possiedono una forza ed una resistenza sovrumana, con esse Cable può sollevare fino a 5 tonnellate. L'occhio sinistro, ormai infetto, gli concede la visione dello spettro infrarosso ed una capacità visiva maggiore di quella di qualsiasi umano. È anche capace di interfacciare le parti bioniche del suo organismo con ogni tipo di oggetto elettronico, ciò gli garantisce una tecnofilia quasi illimitata e la capacità di teletrasportarsi ovunque voglia.
Oltre alle abilità mutanti, Cable può contare sul suo addestramento nell'uso di vari tipi di armi da fuoco e da taglio. Ha avuto una eccellente preparazione anche nel campo del combattimento corpo-a-corpo, nelle tattiche di guerriglia e nelle arti marziali. Quando i suoi poteri furono ridotti per combattere l'infezione lo si è visto utilizzare un'arma proveniente dalla sua epoca, una Psimitar capace di incrementare sia la telepatia che la telecinesi.

## Altre versioni

### Ultimate

Ultimate Cable. Disegni di Yanick Paquette.

La versione Ultimate di Cable non è Nathan Summers, bensì un Wolverine proveniente dal futuro che ha perduto il fattore di guarigione. Lo si è visto attaccare la scuola con l'obiettivo di uccidere Xavier, responsabile, a suo dire, delle disastrose condizioni in cui si verrà a trovare l'umanità. Alla fine dell'arco di storie, riesce apparentemente nel suo intento. In realtà il professore è tenuto in animazione sospesa nel futuro, nella base operativa di Cable.

### Amalgam
Nell'universo Amalgam, Niles Cable (fusione di Cable e Niles Caulder) è a capo della X Patrol, ovvero la X-Force unita alla Doom Patrol del cosmo DC.

## Altri media

### Cinema
Cable, interpretato dall'attore Josh Brolin, appare come secondo protagonista e antieroe nel film della serie cinematografica degli X-Men Deadpool 2 (2018).

### Televisione
Cable appare in numerosi episodi della serie animata Insuperabili X-Men degli anni novanta. Il personaggio comparirà nuovamente nella serie sequel X-Men ‘97 del 2024.

### Videogiochi
- Cable appare come personaggio giocabile Marvel vs. Capcom 2: New Age of Heroes.
- Cable appare X-Men: Il regno di Apocalisse.
- Cable appare come personaggio giocabile in X-Men Legends II: L'Era di Apocalisse (versione PSP).
- Cable appare come personaggio giocabile Marvel: La Grande Alleanza 2.
- Cable compare in Marvel: Avengers Alliance.
- Cable compare in Deadpool.
- Cable appare come personaggio giocabile Marvel: Sfida dei campioni.
- Cable appare come personaggio giocabile Fortnite.